# Scotogramma inconcinna
Scotogramma inconcinna là một loài bướm đêm trong họ Noctuidae.